# Кибинский сельский совет (Миргородский район)
Кибинский сельский совет (укр. Кибинська сільська рада) — входит в состав
Миргородского района
Полтавской области
Украины.
Административный центр сельского совета находится в 
с. Кибинцы.

## Населённые пункты совета
- с. Кибинцы
- с. Беево